# وقعة الشعب
وقعة الشِّعْب كانت معركة وقعت في ممر تاختاكاراشا (في أوزبكستان الحديثة) بين جيش الخلافة الأموية وخاقان التورجش الترك على مدى ثلاثة أيام في يوليو 731. كانت قوات التورجش تحاصر سمرقند وقد أرسل قائدها، سورة بن الحر الدارمي، طلبًا للإغاثة إلى والي خراسان الجنيد بن عبد الرحمن المري. تعرض جيش الجنيد البالغ قوامه 28,000 جندي للهجوم من قبل التورجش في الممر، وعلى الرغم من تمكن الجيش الأموي من تخليص نفسه والوصول إلى سمرقند، إلا أنه عانى من خسائر فادحة؛ فقدت قوات سورة 12,000 رجل، أُمروا بمهاجمة التورجش من الخلف في محاولة لإغاثة الجنيد.
أوقفت المعركة، التي أصبحت واحدة من أكثر الروايات تفصيلاً عن العصر الأموي بأكمله في تاريخ الطبري، التوسع الإسلامي في آسيا الوسطى لعقد من الزمان. كما أدت الخسائر التي تكبدها الجيش الخراساني إلى نقل تعزيزات من مناطق الخلافة الحضرية، الأمر الذي أضعف على المدى الطويل النظام الأموي وساعد في انهياره بعد عشرين عامًا في معركة الزاب.

## خلفية
فتح القائد الأموي قتيبة بن مسلم بلاد ما وراء النهر في عهد الوليد بن عبد الملك (حكم 705-715)، بعد الفتوحات الإسلامية لبلاد فارس وخراسان في منتصف القرن السابع.   ظلت ولاءات السكان الإيرانيين والتركيين الأصليين في بلاد ما وراء النهر والحكام المحليين المستقلين محل شك، وفي عام 719 أرسل أمراء البلاد عريضة إلى البلاط الصيني وأتباعه التورجش للحصول على مساعدة عسكرية ضد حكام الخلافة الأموية. رداً على ذلك، شن التورجش بدءا من عام 720 سلسلة من الهجمات ضد المسلمين في ما وراء النهر، إلى جانب انتفاضات ضد الخلافة بين الصغديين. تمكن الولاة الأمويين في البداية من قمع الاضطرابات، على الرغم من فقدان السيطرة على وادي فرغانة.   في عام 724، اضطر الوالي الأموي مسلم بن سعيد الكلابي وجيشه من الانسحاب في معركة يوم العطش أمام الترك عندما حاول إخضاع فرغانة. دفع هذا المسلمين إلى اتخاذ موقف دفاعي، وعلى الرغم من عدم وقوع معارك ضارية، إلا أنه خلال السنوات القليلة التالية انهار الحكم الإسلامي في ما وراء النهر بسرعة.   في مواجهة هذه الأزمة، اتخذ الخليفة هشام بن عبد الملك (حكم 723-743) إجراءات جذرية: تم فصل خراسان عن سلطة والي العراق ورفعها إلى ولاية منفصلة، تحت حكم أشرس بن عبد الله السلمي.   مثل سلفه، أسد بن عبد الله القسري، حاول أشرس كسب ولاءات السكان المحليين والموالي الأصليين غير العرب الذين اعتنقوا الإسلام من خلال معالجة بعض شكاواهم بشأن الضرائب. لكن سرعان ما تم عكس هذه السياسة - ربما بسبب ضغوط الخليفة نفسه - أدى هذا إلى ثورة عامة في البلاد. وزاد الأمر خطورة بسبب طلب الثوار المساعدة من الخاقان التركي الذي رد بقيادة جيشه بنفسه ضد المسلمين. بحلول عام 728، لم تبقى سوى سمرقند وحصنا كامارجا والدبوسية على نهر زرافشان تحت الحكم الإسلامي في كل بلاد ما وراء النهر. 
على أمل عكس الوضع، في أوائل عام 730 أرسل الخليفة هشام بن عبد الملك الجنيد بن عبد الرحمن حاكمًا جديدًا لخراسان، الذي كان قد شارك مؤخرًا في فتوح السند. يتضح الوضع الأمني الصعب من حقيقة أن الجنيد احتاج إلى حراسة 7000 من الفرسان بعد عبوره جيحون، وأنه تعرض للهجوم من قبل خاقان التورجش سولوك أثناء طريقه للالتحاق بجيش أشرس السلمي، الذي تقدم في العام السابق إلى بخارى بعد معركة بيكند. بعد قتال مرير، تمكن الجنيد وجيشه من صد الهجوم والوصول إلى أشرس. تم استرداد بخارى بعد فترة وجيزة، حيث انسحب جيش التورجش شمالًا نحو سمرقند. تبع جيش المسلمين القوات المنسحبة وحقق انتصاراً في معركة خاضها بالقرب من المدينة. انسحب الجنيد مع قواته ليقضي الشتاء في مرو. خلال الشتاء، اندلعت تمردات جنوب جيحون في طخارستان. أُجبر الجنيد على التوجه نحو بلخ وقام هناك بتفريق 28,000 من رجاله لقمع التمرد. تركه هذا الأمر يفتقر إلى الرجال بشكل خطير عندما فرض التورجش، في أوائل عام 731، حصارًا على سمرقند ووصلت نداءات للمساعدة من والي المدينة، سورة بن الحر. على الرغم من رأي القادة المخضرمين في الجيش الخراساني، الذين نصحوه بضرورة الانتظار لإعادة تجميع قواته وعدم عبور جيحون بأقل من 50,000 رجل، قرر الجنيد أن يسير على الفور لإنقاذ سمرقند.

## المعركة

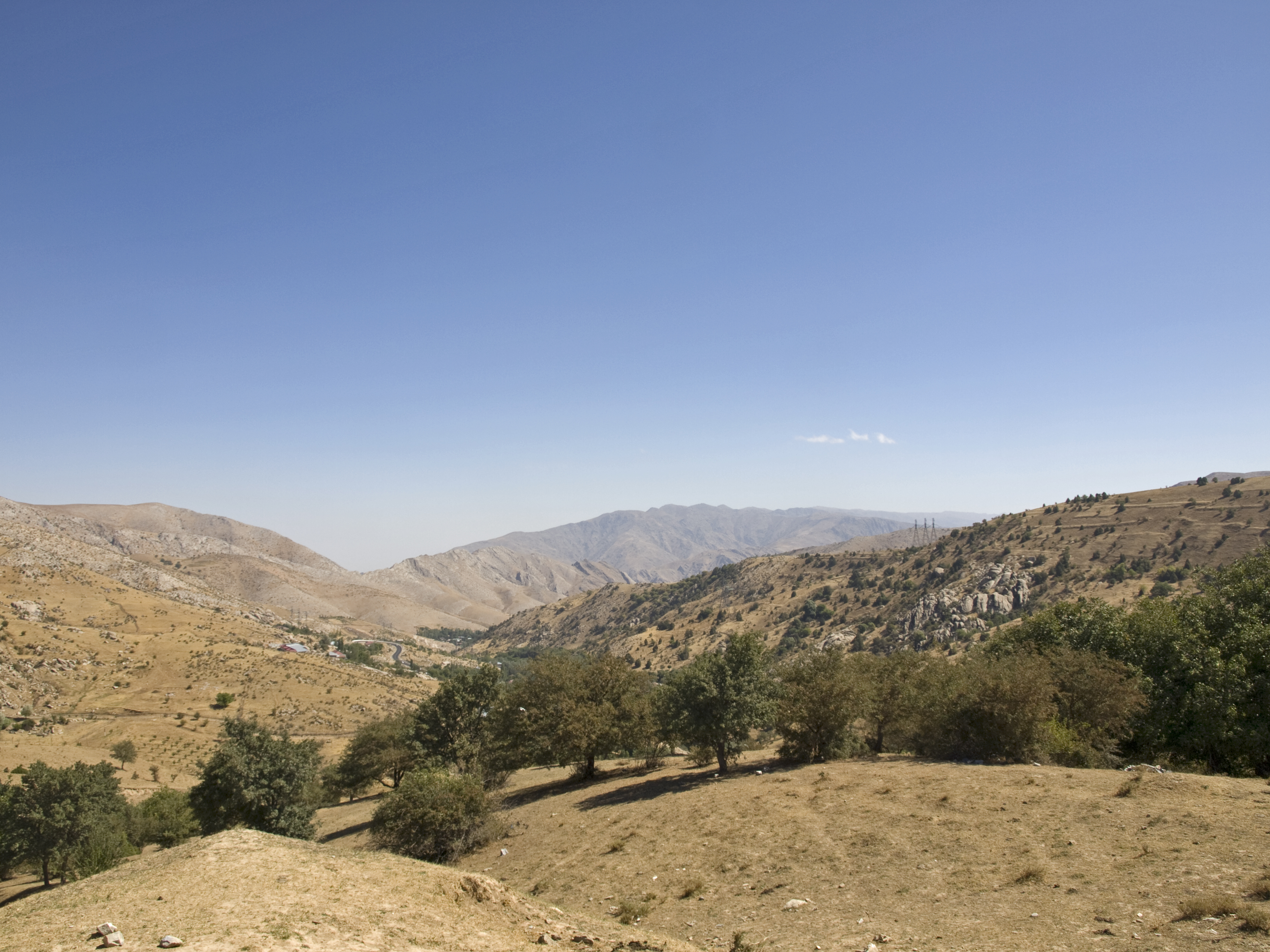
صورة حالية لمكان المعركة

لم يستطع الجنيد التقدم على طول الطريق الفارسي الملكي القديم، الذي كان يقود من بخارى شرقًا إلى سمرقند وسيطر عليه التورجش. بدلاً من ذلك، قاد جيشه إلى شهرسبز، حوالي 70 كيلومتر (43 ميل) جنوبي سمرقند.  هناك تلقى أخبارًا من كشافته أن التورجش أرسلوا مفارزًا خاصة بهم لردم الآبار في خط مسيرته. اقترح مستشاروه في البداية طريقًا غربًا حول سلسلة جبال زرافشان، التي تقع بين شهرسبز وسمرقند، عبر قرية المحترقة. نصح المجشر بن مزاحم السلمي، أحد قادة الجيش الخراساني، بعدم القيام بذلك، لأن التورجش يمكن أن يشعلوا النار بسهولة في الأراضي العشبية غير المزروعة على طول هذا الطريق. بدلاً من ذلك، فضّل طريقاً أكثر مباشرة عبر ممر تاختاكاراشا القصير لكن شديد الانحدار - يبلغ طوله حوالي 2 كيلومتر (1.2 ميل)، واقترح احتمال أن يفاجئ هذا الطريق التورجش.    اتبع الجنيد نصيحة المجشر وعسكر قبل مدخل الشِّعْب.تم وصف الأحداث اللاحقة بالتفصيل في تاريخ الرسل والملوك للطبري في القرن العاشر، والذي يعتمد بدوره على تسجيل أبو الحسن المدائني.  نتيجة لذلك، وفقًا للمؤرخ خالد بلانكينشيب، فإن المعركة هي «إلى حد بعيد أفضل معركة موثقة في عهد هشام».
يمثل الجيشان اللذان التقيا في ممر تاختاكاراشا فلسفتين عسكريتين مختلفتين. تكونت الجيوش الأموية من مجموعة كبيرة من أسلحة الفرسان، الخفيفة والثقيلة على حد سواء، لكن عمادها كان المشاة. في المعركة، اقتصر سلاح الفرسان العربي في كثير من الأحيان على المناوشات خلال المراحل الأولى، قبل التراجع والقتال سيرًا على الأقدام. كان هذا على النقيض من قبائل التورجش، وهي إمبراطورية بدوية في آسيا الوسطى، والتي كان جيشها يتألف حصراً من سلاح الفرسان. مهارتهم التي لا مثيل لها في الفروسية، خاصة رماة الخيول، وقدرتهم الطبيعية مجتمعة جعلتهم خصومًا خطرين للغاية. وكانوا بارعين في أسلوب القتال المرن والمتحرك والكمائن والتراجع الوهمي، والتي استغلوها أمام الجيش الإسلامي بطيئ الحركة.   كما كتب المؤرخ هيو كندي، «عندما تحالف البدو [التورجش] مع الأمراء الإيرانيين المحليين، قدموا ما قد يكون أعنف معارضة واجهتها الجيوش الإسلامية المبكرة على الإطلاق». 
وبدعم من قوات حكام الصغد وطشقند وفرغانة، هاجم التورجش الجيش الأموي في الممر، بعد يومين من مغادرتهم شهرسبز (يوم الجمعة)، على مسافة ستة فراسخ - حوالي 24 كيلومترا (15 ميلا) - من سمرقند. هاجم التورجش أثناء توقف الجيش الإسلامي لتناول الطعام. أُربكت الطليعة الإسلامية بقيادة عثمان بن عبد الله بن الشخير، لكن الجنيد استطاع نشر الهيكل الرئيسي لجيشه بسرعة، ووزع قواته حسب انتماءاتها القبلية، مع بني تميم والأزد في الميمنة وربيعة على الميسرة. قام الجيش على عجل بأعمال حفر أمام خطوطه، وتم صد هجوم التورجش الأولي، الموجه ضد الميمنة، إلى الوراء. ذكر الطبري أن ثمانية عشر حاملا للواء الأزد قتلوا خلال المعركة، مما يدل على شراسة القتال. واجه المسلمون في البداية هجوم التورجش على صهوات الجياد، ولكن مع تصاعد الخسائر، أمرهم الجنيد بالترجل والقتال على الأقدام، من خلف الخنادق وتشكيل حائط رماح. ساعد هذا المسلمين على التمسك بموقفهم، وفي النهاية أرهق كلا الجانبين وتوقفت المعركة لليوم.    وكانت أشد خسائر المسلمين فداحة هي القوات تحت قيادة عبد الله بن معمر اليشكري بالقرب من شهرسبز، تم القضاء عليها تقريبا.  
في اليوم التالي، شن التورجش هجمات متجددة، لكن تم صدها. شن المسلمون هجمات مضادة قوية كلما اقترب التورجش، وأمر الخاقان قواته بمحاصرة المعسكر بدلاً من مهاجمته.  بعد أن صمد خلال الهجوم الأولي، أرسل الجنيد رسلًا إلى سورة في سمرقند، وأمره بأن يرسل قوات لمساعدته في هجوم لتشتيت التورجش. تاركًا وراءه حامية صغيرة، قاد سورة 12,000 رجل خارج سمرقند وبمساعدة مرشد محلي تمكن من الوصول على بعد فرسخ - 5–6 كيلومتر (3.1–3.7 ميل) - من قوات الجنيد عن طريق عبور الجبال.    هناك واجهه التورجش، الذين بناءً على نصيحة ملك سمرقند غوراك، أشعلوا النار في الأراضي العشبية الجافة. نصح ملازم سورة بتقدم بطيء للمشاة مكونين حائط رماح - وهو التكتيك الأموي لمكافحة سلاح الفرسان - لكن سورة، الذي كان يعلم أن قواته مرهقة، قرر بدلاً من ذلك شن هجوم بسلاح الفرسان ضد التورجش على أمل اختراق بجزء من قوته على الأقل والوصول إلى الجنيد. هاجمت قوات سورة التورجش وكسرت جبهتهم، لكن سرعان ما أصبحت المعركة مشوشة حيث أعاقها الدخان والغبار واللهب. في النهاية، فقد الجيش الأموي تماسكه وتشتت، ودمره فرسان التورجش جزئياً. لقى كل أفراد قوات سورة مصرعهم باستثناء ألف منهم، بمن فيهم سورة نفسه.    
استخدم الجنيد هجوما مضللا للوصول إلى سمرقند، ولكن عندما خرج جيشه من الشِّعْب، أقنعه ضباطه بالعسكرة وقضاء الليل هناك بدلاً من التوجه إلى المدينة. ثبت صحة النصيحة، حيث لحقهم التورجش وكان من المحتمل أن يُقضي على جيش الجنيد في أرض مفتوحة. في اليوم التالي، جدد التورجش هجومهم. في هذه المرحلة، تعرض الجيش الأموي لضغوط شديدة لدرجة أن الجنيد وعد عبيد الجيش بحريتهم إذا ما قاتلوا. فعل الكثيرون ذلك، مستخدمين بطانيات السروج كدروع. تم صد هجمات التورجش، وعلى الرغم من الخسائر في الجيش الأموي وصل سمرقند بعد قرابة ثلاثة أيام من المعركة.   

## النتائج

الدولة الأموية (باللون الأخضر) في أقصى إتساع لها قرابة 740. تقع خراسان وما وراء النهر في أقصى الشمال الشرقي من الخريطة.

بقي الجنيد في سمرقند حوالي أربعة أشهر، حتى أكتوبر 731، مما سمح لجيشه بالتعافي. في غضون ذلك، توجه التورجش إلى بخارى التي حاصروها. قرر الجنيد مرة أخرى مقابلتهم في المعركة، وتمكن من إلحاق بعض الهزائم بهم في أوائل نوفمبر ورفع حصار بخارى، التي دخلها في يوم مهرجان. عاد الجنيد بعد ذلك إلى ميرف، تاركًا وراءه حامية رمزية قوامها 800 رجل في سمرقند. بمجرد انسحاب التورجش شمالًا لفصل الشتاء، قام بإخلاء المدينة من سكانها المسلمين.  
على الرغم من تحرير سمرقند ونجاة الجيش الأموي من الإبادة، إلا أن المعركة «لم تكن نصرًا عربيًا بالكامل»، بحسب المؤرخ م. أ. شعبان.  وفقًا لخالد بلانكنشيب، كان ذلك «نصرًا باهظ الثمن في أحسن الأحوال»،  بسبب الخسائر الكبيرة التي لحقت بالمسلمين. تذكر المصادر أن الجنيد والخليفة هشام بن عبد الملك يساويانها علانية بهزيمة معركة مرج أردبيل قبل عام. قدّر ابن أعثم الكوفي عدد القتلى المسلمين بحوالي 20,000 من إجمالي 43,000 أو 48,000، بينما رفع شعراء العصر العدد إلى 50,000. يقدّر بلانكنشيب الخسائر الإسلامية بما يتراوح بين 25,000 و30,000، وأنه «ربما لم يبق أكثر من خمسة عشر ألف جندي خراساني على قيد الحياة». عانى التورجش أيضًا من خسائر فادحة - حيث قدّر ابن أعثم خسائرهم بأكثر من 10,000 قتيل - أدت الخسائر البشرية في المعركة إلى تدهور سريع في الحكم الأموي في آسيا الوسطى. ظل الجنيد حاكماً لخراسان حتى وفاته في أوائل عام 734، ولكن بحلول هذا الوقت فقد المسلمون السيطرة على شمال نهر جيحون باستثناء بخارى وشهرسبز ومنطقة الصغنيان. 
للتعويض عن الخسائر ولدعم جيش خراسان، اضطر الأمويون إلى اللجوء إلى تعبئة حوالي 20 ألف من أهل العراق وإرسالهم إلى خراسان.  اشتهر العراقيون بالعداء للدولة الأموية، بفعل شدة ولاة الأمويين عليهم وخاصة الحجاج بن يوسف.  أُجبر الجنيد على تجنيد 15,000 جندي محلي للتعامل مع الأوضاع.  
كانت الفترة اللاحقة في خراسان مضطربة، قامت ثورة بقيادة الحارث بن سريج ضد الأمويين. وفي 739-741، بعد انهيار خاقانة التورجش بمقتل زعيمها سولوك، استطاع والي خراسان نصر بن سيار استعادة مواقع الخلافة في بلاد ما وراء النهر، وبسط سيطرة المسلمين على سمرقند مرة أخرى.  
في أعقاب الانتكاسات التي شهدتها في الشِّعْب ومرج أردبيل وغيرهما، اضطرت الحكومة الأموية إلى اتخاذ إجراءات عاجلة لتعزيز حدودها. كما زادت الهزائم من مرارة وإحجام جيوش الحدود المحلية عن شن الحملات، مما لم يترك للخلفاء خيار سوى إرسال مفارز من الجيش الشامي إلى الجبهات المهددة. أثبتت هذه الخطوة زعزعة استقرار النظام الأموي بشكل مضاعف: فقد أدى دخول الشوام إلى المقاطعات الحدودية إلى مزيد من نفور القوات المحلية، في حين سبب توجه الجيش الشامي إلى ولايات بعيدة والخسائر التي تكبدها إلى ضعف قاعدة قوة الحكم الأموي. كان هذا هو العامل الرئيس في سقوط الخلافة الأموية خلال ثورة بني العباس، والتي بدأت في خراسان.